# Jan Englert
Jan Aleksander Englert (n. 11 mai 1943, Varșovia, Guvernământul General) este un actor polonez de teatru și film, regizor de teatru și profesor de arte teatrale. A jucat peste 150 de roluri de teatru, peste 100 de roluri de film și peste 200 de roluri de televiziune. A apărut în producții ale unor regizori precum: Erwin Axer⁠(d), Jerzy Kreczmar, Kazimierz Dejmek⁠(d), Andrzej Łapicki, Maciej Prus, Jerzy Jarocki⁠(d) și Jerzy Grzegorzewski. A regizat peste 30 de spectacole de teatru și 35 de spectacole de teatru de televiziune. Din 2003 este director artistic al Teatrului Național din Varșovia. 

## Biografie
Jan s-a născut la 11 mai 1943, la Varșovia, dar după Revolta din Varșovia el și familia sa și-au schimbat frecvent locul de reședință; a crescut la Częstochowa, Sosnowiec, Polanica-Zdrój și Kłodzko, în 1950 s-a stabilit din nou în capitală.
În 1957, la 14 ani, a debutat cinematografic ca mesagerul „Zefir” în filmul Canalul regizat de Andrzej Wajda.
În 1964, Englert a absolvit Academia Națională de Artă Dramatică Aleksander Zelwerowicz din Varșovia și a început să lucreze la Teatrul Polonez, unde la început a apărut mai mult în roluri secundare. A devenit cunoscut în 1968, odată cu succesul internațional al piesei Note, produsă de Teatrul de Televiziune, unde a fost remarcat de Kazimierz Kutz⁠(d) și i s-a propus să lucreze în cinematografie. Spre frustrarea sa, Englert s-a trezit blocat în roluri de iubiți prietenoși, sinceri, onorabili și fără ambiguități. „Aș dori să nu mai fiu tratat ca un actor de „cofetărie”, adică incapabil să experimentez experiențe mai profunde pe ecran.”
În 1969 a părăsit Teatrul Polonez pentru a lucra la Teatrul Contemporan din Varșovia, dar a revenit la Teatrul Polonez în 1981, unde a rămas până în 1994. În 1997 a început să joace pentru Teatrul Național din Varșovia și a devenit director artistic al acestuia în 2003, funcție pe care o îndeplinește și în prezent.
În ciuda succesului și a popularității sale în cinematografie, Englert a declarat că își prețuiește cel mai mult munca în teatru și că acolo are cea mai mare satisfacție.
Munca sa a fost recunoscută la nivel internațional. În mai 2001, a primit titlul de profesor onorific al Academiei Ruse de Arte Teatrale din Moscova. El a primit Ordinul Polonia Restituta în 2001 din partea președintelui Aleksander Kwaśniewski.
Englert are un frate, Maciej Englert, care este, de asemenea, actor.

## Filmografie (selecție)
- Eliberare (1969–71)
- Sól ziemi czarnej (Sarea Pământului Negru, 1970)
- Perła w koronie⁠(d) (1972)
- Osadeni duși (1975)
- Nopți și zile (Noce i Dnie) (1975)
- Magnat (1987)
- Katyń (2007)
- Fiorii tinereții (2009)
- Tajemnica Westerplatte (2013)
- Chyłka (2021-22)